# 八神純子 2CD BEST 1978〜1983
『八神純子 2CD BEST 1978〜1983』（やがみじゅんこ 2CD BEST 1978〜1983）は、2005年3月23日に発売された八神純子のCD2枚組ベスト・アルバム。2012年6月13日にBlu-spec CD仕様で再発売された。いずれも発売元はヤマハミュージックコミュニケーションズ。

## 解説
キャッチフレーズは「八神純子がもっとも輝きを放っていた、1978年から1983年までの5年間を切り取った2枚組スーパー･ベスト･アルバム」。
ディスコメイトレコード在籍時の1978年から1983年までにリリースしたされたシングルA面全16曲を網羅するほか、『思い出は美しすぎて』から『FULL MOON』までの7枚のアルバム収録曲から選曲し、2枚組全36曲を収録している。
また、小野香代子のカバー曲「さよならの言葉」「気まぐれでいいのに」が収録されているのも特徴である。これらの曲はカバーであることやシングル発売時の事情もあり、八神のベスト・アルバムに収録されることは少なかったが、2000年代になり再評価が進み収録されるに至った。曲をめぐる事情については「さよならの言葉」および「八神純子#本格デビュー」の記事を参照。
ジャケットデザインは、『思い出は美しすぎて』から『FULL MOON』までのジャケット写真を組み合わせた物が使用されている。

## 収録曲
2005年盤と、2012年のBlu-spec CD再発盤の収録曲は同一。
Disc 1
1. 思い出は美しすぎて（3分18秒）
2. みずいろの雨（3分22秒）
3. 思い出の部屋より（4分22秒）
4. 気まぐれでいいのに（4分41秒）
小野香代子の同名曲のカバー。アルバム『思い出は美しすぎて』収録。
5. 時の流れに（3分40秒）
6. アダムとイブ（3分22秒）
7. ハロー・アンド・グッドバイ（3分23秒）
8. 追慕（3分16秒）
9. さよならの言葉（4分19秒）
小野香代子の同名曲のカバー。1978年5月5日にシングルA面曲として発売。アルバム『思い出は美しすぎて』収録。
10. Deja Vu（4分56秒）
11. ポーラー・スター（4分9秒）
12. サンディエゴ サンセット（4分12秒）
13. バースデイ・ソング（3分26秒）
14. 明日に向かって行け（4分39秒）
15. もう忘れましょう（4分34秒）
16. そっと後から（4分10秒）
17. 夜間飛行（6分24秒）
18. Mr.メトロポリス（5分51秒）

Disc 2
1. Mr.ブルー 〜私の地球〜（3分36秒）
2. 想い出のスクリーン（3分40秒）
3. 黄昏のBAY CITY（4分10秒）
4. 夢みる頃を過ぎても（4分39秒）
5. シークレット･ラブ（4分53秒）
6. 夜空のイヤリング（3分59秒）
7. I'm A Woman（4分38秒）
8. ワンダフル･シティ（4分10秒）
9. シルエット（5分11秒）
10. 恋のマジックトリック（3分23秒）
1981年8月21日のシングル。オリジナルアルバム未収録曲。
11. 恋のスマッシュ・ヒット (I Just Wanna Make A Hit Wit-Choo) （3分58秒）
1983年7月21日のシングル。アルバム『I WANNA MAKE A HIT WIT-CHOO』収録曲。
12. NATURALLY (ナチュラリー)（4分41秒）
13. ラブ・シュープリーム 〜至上の愛〜（4分29秒）
14. サマー イン サマー 〜想い出は、素肌に焼いて〜（3分27秒）
1982年3月5日のシングル。オリジナルアルバム未収録曲。
15. Touch you, tonight（4分32秒）
1982年10月21日のシングル。アルバム『LONELY GIRL』収録曲。
16. 金曜日の夜（4分03秒）
17. 甘い生活（4分46秒）
18. パープルタウン 〜You Oughta Know By Now〜（4分08秒）

## リリース日一覧
1. 2005年3月23日 - 規格品番：YCCU-10007/10008、ヤマハミュージックコミュニケーションズ[1]
2. 2012年6月13日 (Blu-spec CD) - 規格品番：YCCU-10031/10032、ヤマハミュージックコミュニケーションズ[2]